# Józef Bielawski
Józef Bielawski (geboren am 12. August 1910 in Stara Wieś; gestorben am 19. September 1997 in Warschau) war ein polnischer Arabist und Islamwissenschaftler. Die von ihm initiierten Forschungseinrichtungen für Arabistik, bis dahin größte ihrer Art, sind angeschlossen an die Fakultät für Orientalistik der Universität Warschau und bis heute (Stand 2023) in Betrieb. 

## Werdegang
1938 schloss Bielawski sein Studium der Rechtswissenschaften an der Jagiellonen-Universität ab und studierte zusätzlich bei Tadeusz Jan Kowalski orientalische Literatur und Sprachen, darunter Arabisch, Persisch und Türkisch. Nach seiner Promotion zum Doktor der Rechtswissenschaften im Jahr 1947 wechselte er an das Institut für Orientalistik der Universität Warschau, wo er als Assistent tätig war. In den Jahren 1948–1950 hielt er sich als Kulturattaché der polnischen Botschaft in der Türkei auf. 1951 promovierte er im Fach Orientalistik und kam dann ab 1968 als Professor an die Universität Warschau, wo er ein Forschungsinstitut für Arabistik und Orientalistik einrichtete.

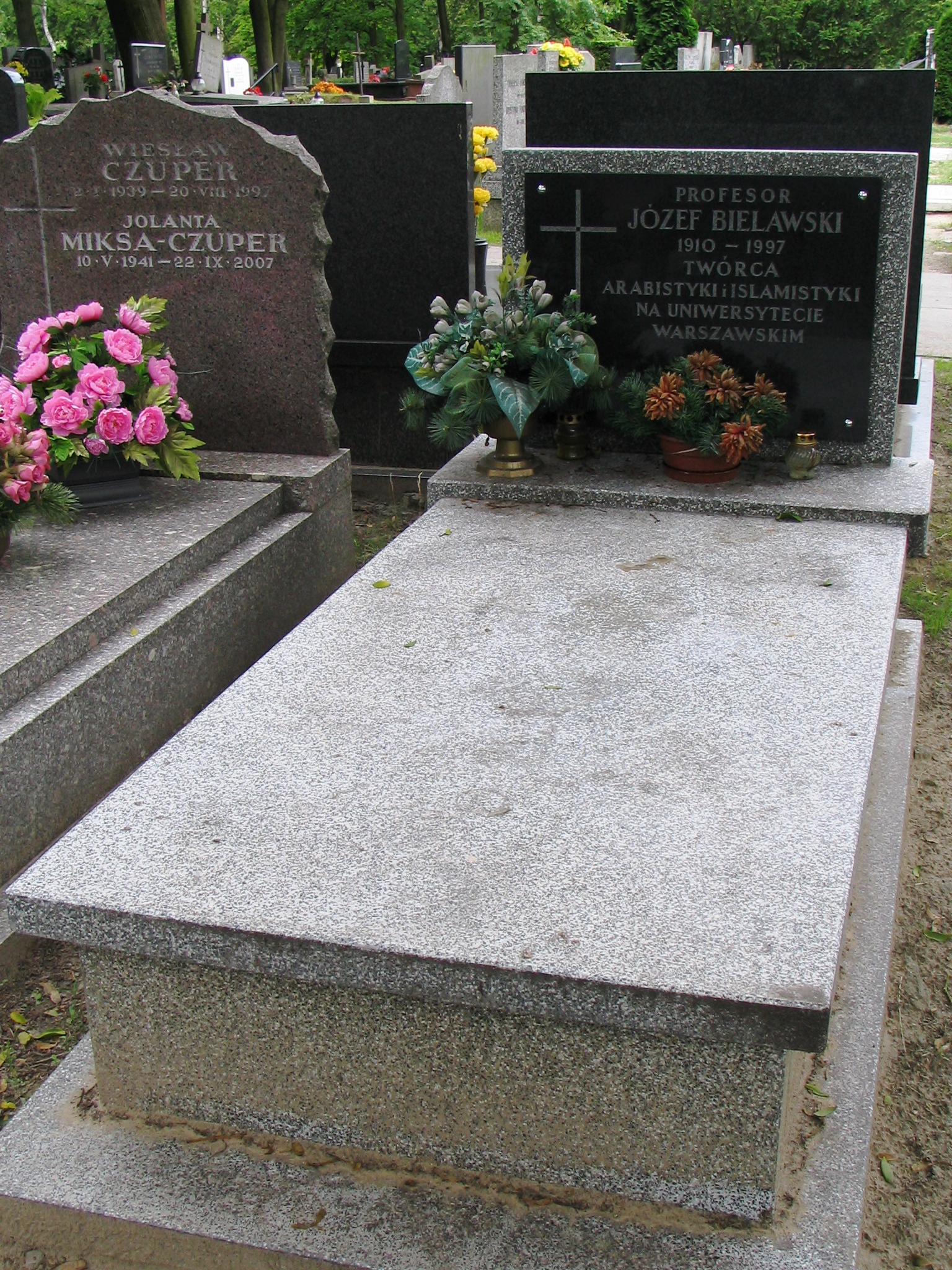
Grab von Józef Bielawski am Powązki-Friedhof in Warsaw

Im Jahr 1979 wurde er Mitglied der Irakischen Akademie der Wissenschaften und Gründungsmitglied der Gesellschaft für arabisch-polnische Freundschaft. Bekannt wurde er auch für seine Übersetzung des Koran in die polnische Sprache.